# Distrito de Sarganserland

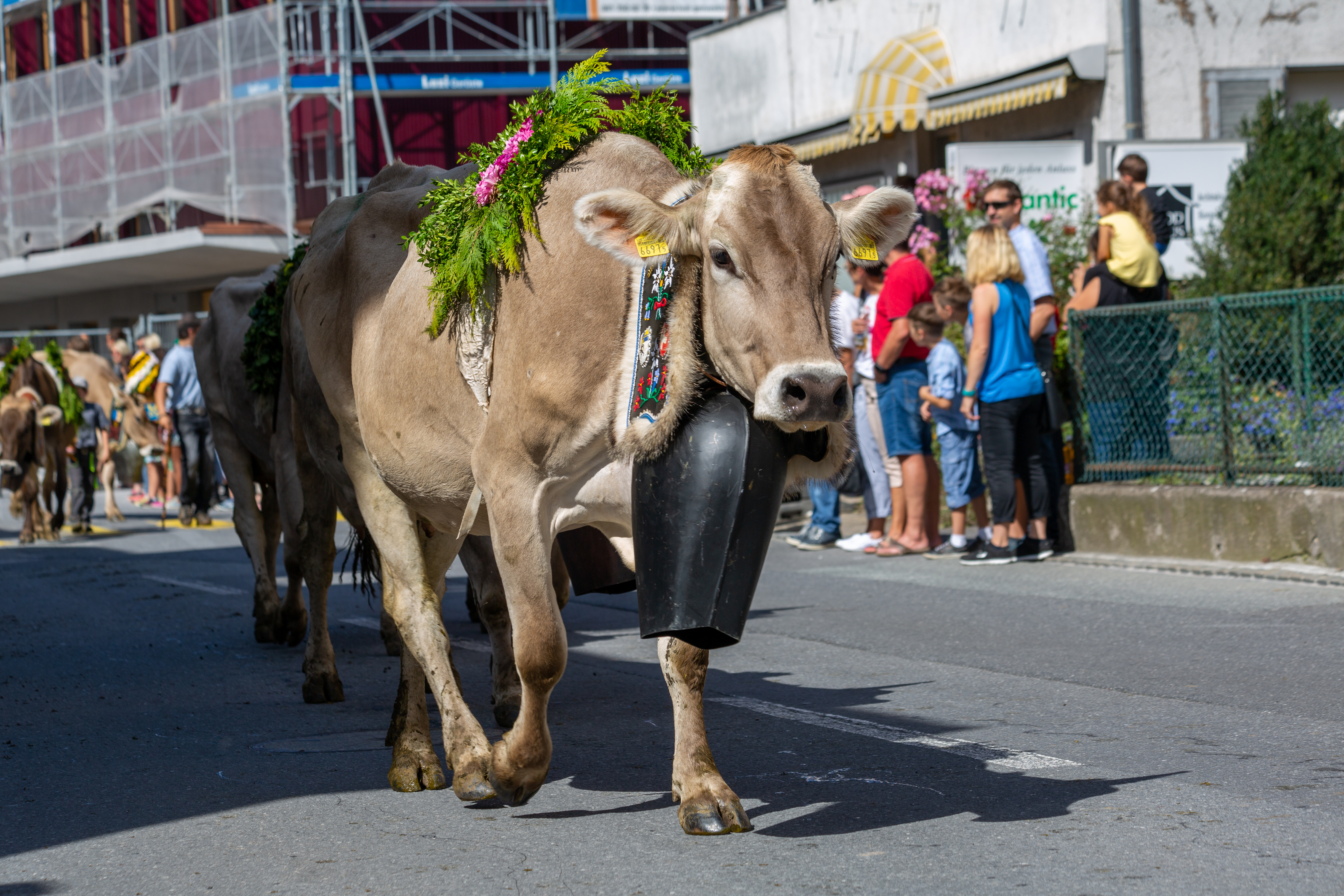
Almabtrieb en Mels en 2019.

El distrito de Sarganserland (en alemán Wahlkreis Sarganserland) es uno de los ocho distritos del cantón de San Galo, está ubicado al sur del cantón.
El distrito fue creado en 2003 y corresponde exactament al territorio del antiguo distrito de Sargans.

## Geografía
El distrito de San Galo se encuentra situado en la porción sur del cantón, a orillas del lago de Walen, sobre los prealpes appenzelleses. Limita al norte con los distritos de Toggenburgo y Werdemberg, al este con el principado de Liechtenstein y la región de Landquart (GR), al sur con Imboden (GR), al oeste con el cantón de Glaris, y al noroeste con el distrito de See-Gaster.

## Comunas
| Distrito de Sarganserland | Distrito de Sarganserland | Distrito de Sarganserland |
| Comunas                   | Población (31.12.2008)    | Superficie km²            |
| ------------------------- | ------------------------- | ------------------------- |
| Bad Ragaz                 | 5205                      | 25.37                     |
| Flums                     | 4912                      | 75.03                     |
| Mels                      | 8090                      | 139.16                    |
| Pfäfers                   | 1598                      | 128.53                    |
| Quarten                   | 2707                      | 61.90                     |
| Sargans                   | 5247                      | 9.48                      |
| Vilters-Wangs             | 4144                      | 32.70                     |
| Walenstadt                | 4989                      | 45.75                     |
| Total (8)                 | 36 892                    | 517.92                    |